# Quintín González Nava
El General Quintín González Nava (Tepoztlán, estat de Morelos, 1 de novembre de 1880 - Cuernavaca, Morelos, 12 de setembre de 1968) fou un militar mexicà que va participar en la Revolució Mexicana. Va estar amb l'exèrcit alliberador del Sud i a partir del 1920 formà part de l'Exèrcit mexicà.

## Maderisme
Va néixer a Tepoztlán, Morelos, el 1880. Cursà estudis primaris al seu poble natal i es dedicà a treballs al camp a causa de la seva extrema pobresa. L'1 de maig de 1911 s'incorporà a les forces rebels del general Lucio Moreno, a Tepoztlán. Participà en el setge i la presa de Cuautla; pels seus mèrits en aquesta batalla, se li atorgà el grau de Capità primer. En morir el General Moreno, es traslladà a Yacapixtla i es posà a les ordres d'Emiliano Zapata.

## Zapatisme
Al tencar Emiliano Zapata amb Francisco I. Madero, Quintín González fou comissionat amb Otilio Montaño Sánche, el que presencià la formulació del Plan de Ayala. El 1913 passà a ser Major i va combatre les forces del General Amador Salazar, a la regió de Tlalnepantla, estat de Morelos; el 1914 obtingué el grau de Coronel. Es va mantenir fidel al moviment zapatista fins al derrocament del govern de Venustiano Carranza.

## Mort
El 1920 es va retirar de la contesa amb el grau de general i va establir la seva residència a Yautepec i després a Cuernavaca. Durant el govern local del coronel Elpidio Perdomo, es presentà per ser diputat local pel districte de Yautepec; aconseguí er-ho, però fou desaforat el 1939 per donar suport a la candidatura presidencial de Gilbardo Magaña Cerda. El 1940 fou membre fundador del Frente Zapatista de la República; després fou pensionat pel govern del general Norberto López Avelar i després pel del Lic. Emilio Riva Palacio. Morí a Cuernavaca el 12 de setembre de 1968.